# Праростино
Праростино (итал. Prarostino) — коммуна в Италии, располагается в регионе Пьемонт, в провинции Турин.
Население составляет 1223 человека (2008 г.), плотность населения составляет 122 чел./км². Занимает площадь 10 км². Почтовый индекс — 10060. Телефонный код — 0121.
Покровителем коммуны почитается апостол Варфоломей, празднование 24 августа.

## Демография
Динамика населения:

## Города-побратимы
- Мон-Сюр-Роль, Швейцария (1976)

## Администрация коммуны
- Официальный сайт: http://www.comune.prarostino.to.it/ Архивная копия от 28 декабря 2010 на Wayback Machine